# 340년대
340년대는 340년부터 349년까지를 가리킨다.